# محمد ناظم الندوي
محمد ناظم الندوي (1333 - 1421 ه‍ـ / 1914 - 2000 م) هو عالم مسلم، من أهل الهند.
ولد في مدينة بهار في الهند. درس العلوم الدينية في لكنهؤ وغيرها، وأخذ عن عدد من العلماء، في مقدمتهم محمد تقي الدين الهلالي المراكشي. شغل عددا من المنصاب منها رئاسة قسم اللغة العربية وآدابها بجامعة ندوة العلماء بلكنهؤ.
من آثاره: «المنهج الجديد لدراسة اللغة العربية» (4 أجزاء)، وترجمة خطبات مدراس في السيرة النبوية لسليمان الندوي.